# 根本研二
根本 研二（ねもと けんじ）は、フジアールの美術セットデザイナー。

## 経歴
フジテレビ美術局美術部からフジアール所属を経て、現在はフリーに。
『北の国から』、『ひらけ!ポンキッキ』、『ドリフ大爆笑』などのフジテレビジョンの番組の美術セットのデザインを担当。

## セットデザイナー作品

### 担当番組

#### バラエティ・報道・情報
- ドリフ大爆笑（197x年xx月-1999年4月）
- ミュージックフェア
- ひらけ!ポンキッキ（198x年xx月-1993年9月）
- なるほど!ザ・ワールド（1981年10月-1996年3月）
- 夕やけニャンニャン（1985年4月-1987年9月）
- FNS番組対抗NG大賞（1986年4月-1999年12月）
- 志村けんのバカ殿様（1986年-）
- '86FNS歌謡祭（1986年12月）
- 加トちゃんケンちゃん光子ちゃん（1987年10月-1994年6月）
- 志村けんのだいじょうぶだぁ（1987年11月-1993年9月）
- 報道2001（1992年4月-2002年3月）
- タモリのボキャブラ天国（1992年10月-1996年9月）
- 驚きももの木20世紀（ABC、1993年4月-1999年9月）
- ポンキッキーズ（1993年10月-2001年3月【第1期】、2005年4月-2006年3月【第2期】）
- 志村けんはいかがでしょう（1993年10月-1995年9月）
- 世界ウルルン滞在記（MBS、1995年4月-2007年9月）
- 志村けんのオレがナニしたのヨ?（1995年10月-1996年3月）
- けんちゃんのオーマイゴッド（1996年4月-9月）
- Shimura-X（1996年10月-1997年9月）
- Shimura-XYZ（1997年4月-1998年3月）
- Shimura-X天国（1998年4月-2000年9月）
- 変なおじさんTV（2000年10月-2002年9月）
- ポンキッキーズ21（2001年4月-2005年3月）
- 志村流（2002年10月-2004年3月）
- 志村塾（2004年4月-9月）
- 志村通（2004年10月-2005年9月）
- ポンキッキ（2006年4月-2007年3月）
- 志村けんのだいじょうぶだぁII（2007年4月-2008年3月）
- 志村屋です。（2008年4月-2010年3月）
- 志村軒（2010年4月-2012年3月）
- 志村劇場（2012年4月-）

#### テレビドラマ
連続ドラマ
- デザートはあなた
- 北の国から：セットの家を制作するにあたり、本物の材料を用いるなどして生活感を演出することに注力した[2]。
- クルクルくりん
- 親戚たち
- AカップCカップ
- ライスカレー
- 熱くなるまで待って!
- ジュニア・愛の関係
- 並木家の人々
- この愛に生きて
- ギフト GIFT
- シングルス
- イヴ
- きらきらひかる
- 神様、もう少しだけ
- タブロイド
- 鬼の棲家
- 傷だらけの女
- パーフェクトラブ!
- 危険な関係
- 太陽は沈まない
- アナザヘヴン～eclipse～
- 花村大介
- ロケット・ボーイ
- R-17
- 非婚家族
- 傷だらけのラブソング
- 空から降る一億の星
- ランチの女王
- サトラレ
- アルジャーノンに花束を
- いつもふたりで
- Dr.コトー診療所
- ビギナー
- プライド
- 離婚弁護士
- マザー&ラヴァー
- 不機嫌なジーン
- 時効警察
- Dr.コトー診療所2006
- 帰ってきた時効警察
- 薔薇のない花屋
- あしたの、喜多善男〜世界一不運な男の、奇跡の11日間〜
- パンドラ
- チーム・バチスタの栄光
- 不毛地帯
- エンゼルバンク〜転職代理人（テレビ朝日）
- GOLD
- 恋する日本語(NHK)

スペシャルドラマ
- 北国から来た女（1979年4月）
- さよなら李香蘭
- Vの悲劇
- ナニワ金融道
- 東京物語
- 新春ドラマスペシャル 秋刀魚の味
- 赤い運命2005
- 飛鳥へ、そしてまだ見ぬ子へ
- キッチンウォーズ
- 死亡推定時刻
- 松本清張生誕100年記念作品・駅路
- サザエさん

## 弟子
- 別所晃吉
- 坪田幸之

## 受賞歴
- 第20回伊藤熹朔賞（1992年）『北の国から '92巣立ち』[3]